# 磷化锂
磷化锂是一种无机化合物，化学式为Li3P，它是锂的磷化物之一。它是六方晶系晶体，空间群P63/mmc，晶胞参数a=4.2286 Å，c=7.5566 Å，V=117.02 Å3。它可由锂和红磷在钽质容器中反应得到，或通过一磷化锂和锂反应制得：
3 Li + P → Li3P
LiP + 2 Li → Li3P
它可以和水反应，放出磷化氢：
Li3P + 3 H2O → 3 LiOH + PH3